# Enrico Raspe I di Turingia
Enrico Raspe I (1095 circa – 1130), appartenente alla dinastia Ludovingia, fu il successore di Guarniero/Werner IV di Grüningen come portabandiera imperiale (in latino signifer regis, in tedesco Reichssturmfähnrich) e de facto conte di Gudensberg in Assia.

## Biografia
Enrico Raspe era il secondo figlio conte di Turingia Luigi il Saltatore († 1123) e di sua moglie della dinastia Odoniana Adelaide di Stade, il fratello minore del primo langravio della casata, Ludovico I di Turingia. 
Dopo la morte di Gisone IV di Gudensberg il 12 marzo 1122, sposò l'anno successivo la vedova Cunegonda di Bilstein, più anziana di quindici anni circa, che fu la suocera di suo fratello Ludovico. Essi non ebbero alcun figlio. Enrico Raspe poté usufruire della vantaggiosa unione grazie alla vicinanza della sua famiglia con l'imperatore Lotario III di Supplimburgo, che permise anche a suo fratello Ludovico di ottenere il langraviato di Turingia nel 1131. Enrico Raspe I aveva anche ottenuto la carica di portabandiera imperiale (in latino signifer regis, in tedesco Reichssturmfähnrich), incarico precedentemente ricoperto dal conte Guarneiro/Werner IV di Grüningen († 22 febbraio 1121), la cui contea di Maden costituiva grossomodo il futuro langraviato d'Assia, previsto da Gisone IV poco prima della sua morte e che Gisone V, il figlio minore di Enrico, non poteva occupare. 
Cunegonda di Bilstein gli permise di esercitare la reggenza per suo figlio Gisone V nei suoi domini in Assia e Enrico viene menzionato nel 1130 come conte di Gudensberg, lo stesso anno in cui venne assassinato; venne sepolto nel monastero di Reinhardsbrunn. Grazie all'unione di Enrico con Cunegonda e quella di suo fratello Ludovico con Edvige di Gudensberg, figlia di quest'ultima, la contea di Gudensberg-Bilstein andò, dopo la morte di Gisone V nel 1137, alla madre di quest'ultimo, Cunegonda, nel 1138/1140, per passare quindi ai Ludovingi, permettendo a questi di estendere la loro sfera di influenza su gran parte dell'Assia. 

## Ascendenza
|                                     |                                    |                          | Genitori |  |  | Nonni |  |  | Bisnonni |  |  | Trisnonni |  |
|                                     |                                    |                          |          |  |  |       |  |  | …        |  |  | …         |  |
|                                     |                                    |                          |          |  |  |       |  |  | …        |  |  | …         |  |
|                                     |                                    | …                        |          |  |  |       |  |  | …        |  |  |           |  |
| Luigi il Barbuto                    |                                    |                          |          |  |  |       |  |  | …        |  |  |           |  |
|                                     |                                    | …                        | …        |  |  |       |  |  |          |  |  |           |  |
|                                     |                                    | …                        | …        |  |  |       |  |  |          |  |  |           |  |
|                                     |                                    | …                        | …        |  |  |       |  |  |          |  |  |           |  |
| Luigi il Saltatore                  |                                    | …                        |          |  |  |       |  |  |          |  |  |           |  |
|                                     |                                    | Bertoldo di Sangerhausen | …        |  |  |       |  |  |          |  |  |           |  |
|                                     |                                    | Bertoldo di Sangerhausen | …        |  |  |       |  |  |          |  |  |           |  |
|                                     |                                    | Bertoldo di Sangerhausen | …        |  |  |       |  |  |          |  |  |           |  |
| Cecilia di Sangerhausen             |                                    | Bertoldo di Sangerhausen |          |  |  |       |  |  |          |  |  |           |  |
|                                     |                                    | Gisella di Brunswick     | …        |  |  |       |  |  |          |  |  |           |  |
|                                     |                                    | Gisella di Brunswick     | …        |  |  |       |  |  |          |  |  |           |  |
|                                     |                                    | Gisella di Brunswick     | …        |  |  |       |  |  |          |  |  |           |  |
| Enrico Raspe I di Turingia          |                                    | Gisella di Brunswick     |          |  |  |       |  |  |          |  |  |           |  |
|                                     | Lotario Udo I della marca del Nord | Sigfrido II di Stade     |          |  |  |       |  |  |          |  |  |           |  |
|                                     | Lotario Udo I della marca del Nord | Sigfrido II di Stade     |          |  |  |       |  |  |          |  |  |           |  |
|                                     | Lotario Udo I della marca del Nord | Adele di Alsleben        |          |  |  |       |  |  |          |  |  |           |  |
| Lotario Udo II della marca del Nord | Lotario Udo I della marca del Nord |                          |          |  |  |       |  |  |          |  |  |           |  |
|                                     |                                    | Adelaide di Rheinfelden  | …        |  |  |       |  |  |          |  |  |           |  |
|                                     |                                    | Adelaide di Rheinfelden  | …        |  |  |       |  |  |          |  |  |           |  |
|                                     |                                    | Adelaide di Rheinfelden  | …        |  |  |       |  |  |          |  |  |           |  |
| Adelaide di Stade                   |                                    | Adelaide di Rheinfelden  |          |  |  |       |  |  |          |  |  |           |  |
|                                     |                                    | Ermanno III di Werl      | …        |  |  |       |  |  |          |  |  |           |  |
|                                     |                                    | Ermanno III di Werl      | …        |  |  |       |  |  |          |  |  |           |  |
|                                     |                                    | Ermanno III di Werl      | …        |  |  |       |  |  |          |  |  |           |  |
| Oda di Werl                         |                                    | Ermanno III di Werl      |          |  |  |       |  |  |          |  |  |           |  |
|                                     |                                    | Richenza di Svevia       | …        |  |  |       |  |  |          |  |  |           |  |
|                                     |                                    | Richenza di Svevia       | …        |  |  |       |  |  |          |  |  |           |  |
|                                     |                                    | Richenza di Svevia       | …        |  |  |       |  |  |          |  |  |           |  |
|                                     |                                    | Richenza di Svevia       |          |  |  |       |  |  |          |  |  |           |  |